# Jaime Lo Presti
Jaime Julio Lo Presti Travanic, manchmal auch Jaime LoPresti (* 27. Januar 1974 in Vancouver), ist ein ehemaliger chilenisch-kanadischer Fußballspieler. Der rechte Außenverteidiger absolvierte ein Länderspiel für Chile.

## Karriere

### Verein
Geboren in Kanada als Kind chilenischer Eltern begann Jaime Lo Presti 1992 im Alter von 17 Jahren seine Profikarriere beim chilenischen Hauptstadtklub CD Universidad Católica. Sein Profidebüt gab er für die Cruzados im August 1992 gegen den argentinischen Klub CA Independiente. 1994 wurde Lo Presti an Coquimbo Unido ausgeliehen, wo er auf der Position des rechten Verteidigers drei Tore erzielte.
Coquimbo Unido verpflichtete den Abwehrspieler für die folgende Saison 1995. 1996 unterschrieb Lo Presti bei Unión Española und verlängerte seinen Vertrag für die Saison 1997. Von 1998 bis 1999 ging er in den Norden Chiles, um für Deportes Iquique zu spielen, wo er zum besten Verteidiger ernannt wurde und fünf Tore erzielte. Seine Schnelligkeit und Stärke erregten großes Interesse bei Rekordmeister CSD Colo-Colo, wo er von 2000 bis 2001 auflief. 2002 kehrte Lo Presti zu Union Española zurück. 2004 wechselte der Verteidiger in sein Geburtsland und spielte für den neu gegründeten Verein Edmonton Aviators aus der USL A-League.
Nach seinem Karriereende blieb Lo Presti in Kanada und stieg erfolgreich ins Immobiliengeschäft ein.

### Nationalmannschaft
Jaime Lo Presti absolvierte im Oktober 1995 sein einziges A-Länderspiel für Chile unter Trainer Xabier Azkargorta. Beim 2:0-Erfolg gegen sein Geburtsland Kanada wurde der Defensivspieler zur zweiten Spielhälfte für Gabriel Mendoza eingewechselt.